# Seznam medailistů na mistrovství Evropy v rychlobruslení – jednotlivé tratě
Mistrovství Evropy v rychlobruslení vzniklo v roce 1893. Až do roku 2016 se závodilo pouze ve víceboji, od roku 2017 se typ šampionátu střídá: v lichých letech se závodí ve víceboji, v sudých letech, počínaje rokem 2018, na jednotlivých tratích. Muži startují v závodech na 500 m, 1000 m, 1500 m, 5000 m, v závodě s hromadným startem, v týmovém sprintu a ve stíhacím závodě družstev.

## Medailisté

### 500 m
| Rok  | Místo      | Zlato            | Stříbro            | Bronz            |
| ---- | ---------- | ---------------- | ------------------ | ---------------- |
| 2018 | Kolomna    | Ronald Mulder    | Mika Poutala       | Pavel Kuližnikov |
| 2020 | Heerenveen | Pavel Kuližnikov | Dai Dai N'tab      | Ruslan Murašov   |
| 2022 | Heerenveen | Piotr Michalski  | Merijn Scheperkamp | Dai Dai N'tab    |

### 1000 m
| Rok  | Místo      | Zlato            | Stříbro      | Bronz      |
| ---- | ---------- | ---------------- | ------------ | ---------- |
| 2018 | Kolomna    | Pavel Kuližnikov | Denis Juskov | Nico Ihle  |
| 2020 | Heerenveen | Pavel Kuližnikov | Thomas Krol  | Kai Verbij |
| 2022 | Heerenveen | Thomas Krol      | Kjeld Nuis   | Kai Verbij |

### 1500 m
| Rok  | Místo      | Zlato        | Stříbro      | Bronz                |
| ---- | ---------- | ------------ | ------------ | -------------------- |
| 2018 | Kolomna    | Denis Juskov | Thomas Krol  | Koen Verweij         |
| 2020 | Heerenveen | Thomas Krol  | Denis Juskov | Patrick Roest        |
| 2022 | Heerenveen | Kjeld Nuis   | Thomas Krol  | Allan Dahl Johansson |

### 5000 m
| Rok  | Místo      | Zlato           | Stříbro            | Bronz               |
| ---- | ---------- | --------------- | ------------------ | ------------------- |
| 2018 | Kolomna    | Nicola Tumolero | Alexandr Rumjancev | Marcel Bosker       |
| 2020 | Heerenveen | Patrick Roest   | Sven Kramer        | Denis Juskov        |
| 2022 | Heerenveen | Patrick Roest   | Jorrit Bergsma     | Hallgeir Engebråten |

### Závod s hromadným startem
| Rok  | Místo      | Zlato           | Stříbro           | Bronz            |
| ---- | ---------- | --------------- | ----------------- | ---------------- |
| 2018 | Kolomna    | Jan Blokhuijsen | Andrea Giovannini | Ruslan Zacharov  |
| 2020 | Heerenveen | Bart Swings     | Arjan Stroetinga  | Danila Semerikov |
| 2022 | Heerenveen | Bart Swings     | Livio Wenger      | Ruslan Zacharov  |

### Týmový sprint
| Rok  | Místo      | Zlato                                                   | Stříbro                                                                   | Bronz                                                      |
| ---- | ---------- | ------------------------------------------------------- | ------------------------------------------------------------------------- | ---------------------------------------------------------- |
| 2018 | Kolomna    | Rusko Ruslan Murašov, Pavel Kuližnikov, Denis Juskov    | Finsko Harri Levo, Pekka Koskela, Mika Poutala                            | Polsko Artur Nogal, Piotr Michalski, Sebastian Kłosiński   |
| 2020 | Heerenveen | Rusko Ruslan Murašov, Viktor Muštakov, Pavel Kuližnikov | Norsko Bjørn Magnussen, Håvard Holmefjord Lorentzen, Odin By Farstad      | Švýcarsko Oliver Grob, Christian Oberbichler, Livio Wenger |
| 2022 | Heerenveen | Nizozemsko Merijn Scheperkamp, Kai Verbij, Tijmen Snel  | Norsko Bjørn Magnussen, Henrik Fagerli Rukke, Håvard Holmefjord Lorentzen | Polsko Marek Kania, Damian Żurek, Piotr Michalski          |

### Stíhací závod družstev
| Rok  | Místo      | Zlato                                                     | Stříbro                                                                 | Bronz                                                           |
| ---- | ---------- | --------------------------------------------------------- | ----------------------------------------------------------------------- | --------------------------------------------------------------- |
| 2018 | Kolomna    | Nizozemsko Jan Blokhuijsen, Marcel Bosker, Simon Schouten | Rusko Danila Semerikov, Sergej Grjazcov, Alexandr Rumjancev             | Polsko Jan Szymański, Adrian Wielgat, Zbigniew Bródka           |
| 2020 | Heerenveen | Nizozemsko Sven Kramer, Marcel Bosker, Patrick Roest      | Rusko Alexandr Rumjancev, Denis Juskov, Danila Semerikov                | Norsko Håvard Bøkko, Sverre Lunde Pedersen, Hallgeir Engebråten |
| 2022 | Heerenveen | Nizozemsko Sven Kramer, Marcel Bosker, Patrick Roest      | Norsko Allan Dahl Johansson, Hallgeir Engebråten, Sverre Lunde Pedersen | Itálie Andrea Giovannini, Davide Ghiotto, Michele Malfatti      |

## Medailové pořadí závodníků
Aktualizováno po ME 2022.
Poznámka: V tabulce jsou zařazeni pouze závodníci, kteří získali nejméně dvě zlaté medaile.
| Pořadí | Jméno            | Zlato | Stříbro | Bronz | Celkem |
| ------ | ---------------- | ----- | ------- | ----- | ------ |
| 1.     | Pavel Kuližnikov | 5     | 0       | 1     | 6      |
| 2.     | Patrick Roest    | 4     | 0       | 1     | 5      |
| 3.     | Marcel Bosker    | 3     | 0       | 1     | 4      |
| 4.     | Denis Juskov     | 2     | 3       | 1     | 6      |
| 5.     | Thomas Krol      | 2     | 3       | 0     | 5      |
| 6.     | Sven Kramer      | 2     | 1       | 0     | 3      |
| 7.     | Ruslan Murašov   | 2     | 0       | 1     | 3      |
| 8.     | Jan Blokhuijsen  | 2     | 0       | 0     | 2      |
| 8.     | Bart Swings      | 2     | 0       | 0     | 2      |

## Medailové pořadí zemí
Aktualizováno po ME 2022.
| Pořadí | Země       | Zlato | Stříbro | Bronz | Celkem |
| ------ | ---------- | ----- | ------- | ----- | ------ |
| 1.     | Nizozemsko | 11    | 9       | 6     | 26     |
| 2.     | Rusko      | 6     | 5       | 6     | 17     |
| 3.     | Belgie     | 2     | 0       | 0     | 2      |
| 4.     | Itálie     | 1     | 1       | 1     | 3      |
| 5.     | Polsko     | 1     | 0       | 3     | 4      |
| 6.     | Norsko     | 0     | 3       | 3     | 6      |
| 7.     | Finsko     | 0     | 2       | 0     | 2      |
| 8.     | Švýcarsko  | 0     | 1       | 1     | 2      |
| 9.     | Německo    | 0     | 0       | 1     | 1      |